# Vicdessos (rivière)
Pour les articles homonymes, voir Vicdessos (homonymie).
Le ruisseau de Vicdessos, parfois appelé simplement « le Vicdessos » (au risque de confusion avec la même dénomination pour l'ensemble de la vallée de Vicdessos) est une rivière du sud-ouest de la France, dans le département de l'Ariège dans la région Occitanie, et un affluent gauche de l'Ariège, à Tarascon-sur-Ariège, donc un sous-affluent du fleuve la Garonne.
La vallée du Vicdessos est de forte intensité hydroélectrique avec quatorze barrages et dix-sept centrales hydroélectriques, et produit 1 480 GWh, soit l'équivalent de la consommation résidentielle de l'Ariège et de l'Aude.

## Géographie
Le ruisseau de Vicdessos prend sa source dans les Pyrénées ariégeoises à deux pas de l'Andorre commune d'Auzat sous le nom de ruisseau de Médécourbe, à 2 471 m d'altitude, dû à la proximité du pic de Médécourbe (2 914 m), puis prend le nom de ruisseau de Soulcem et alimente le barrage de Soulcem.
De 36,8 km de longueur, il coule globalement du sud vers le nord puis vers le nord-est.
Il se jette dans l'Ariège, en rive gauche, à Tarascon-sur-Ariège, à 470 m d'altitude.

### Communes et cantons traversés
Dans le seul département de l'Ariège, le Vicdessos traverse les huit communes suivantes, de l'amont vers l'aval, de Auzat (source), Val-de-Sos, Illier-et-Laramade, Capoulet-et-Junac, Alliat, Niaux, Quié, Tarascon-sur-Ariège (confluence).
Soit en termes de cantons, le Vicdessos prend source et conflue dans le même canton de Sabarthès, dans l'arrondissement de Foix.

### Toponymie
Le nom de Vicdessos (vallée et rivière) vient de la commune de Vicdessos, issu de la racine latine vicus, petite agglomération romaine, et de dessos pouvant signifier en gascon « dessus » ou « d'en haut ».
Noms attestés : Sahos au XIe siècle, Saos en 1162, Sos en 1272. 
D'autre part, l'ancienne commune homonyme de Vicdessos (occitan : Vic de Sòs) est devenue, au 1er janvier 2019, commune déléguée de Val-de-Sos, qui regroupe par fusion les quatre communes de Goulier, Sem, Suc-et-Sentenac, et Vicdessos.

### Bassin versant
Le Vicdessos traverse les neuf zones hydrographiques suivantes de « Le Vicdessos (Soulcem) de sa source au confluent de l'Artigue », « Le Siguer du confluent de l'Escales au confluent du Vicdessos », « L'Ariège du confluent de l'Aston au confluent du Vicdessos (Soulcem) », « Le Vicdessos (Soulcem) du confluent du Siguer au confluent de l'Ariège », « Le Vicdessos du confluent de l'Artigue au confluent du Saleix », « L'Ariège du confluent du Vicdessos (Soulcem) au confluent de la Courbière », « Le Vicdessos (Soulcem) du confluent de l'Arbu au confluent du Siguer », « L'Artigue », « Le Vicdessos (Soulcem) du confluent du Saleix (inclus) au confluent de l'Arbu (inclus) ».

### Organisme gestionnaire
L'organisme gestionnaire est le nouveau SYMAR Val d'Ariège, depuis le 1er janvier 2017, issu « fusion de trois syndicats de rivières qui étaient déjà présents sur le bassin versant de la rivière Ariège : le SYMAR , le SYRRPA et le SYAC »

## Affluents

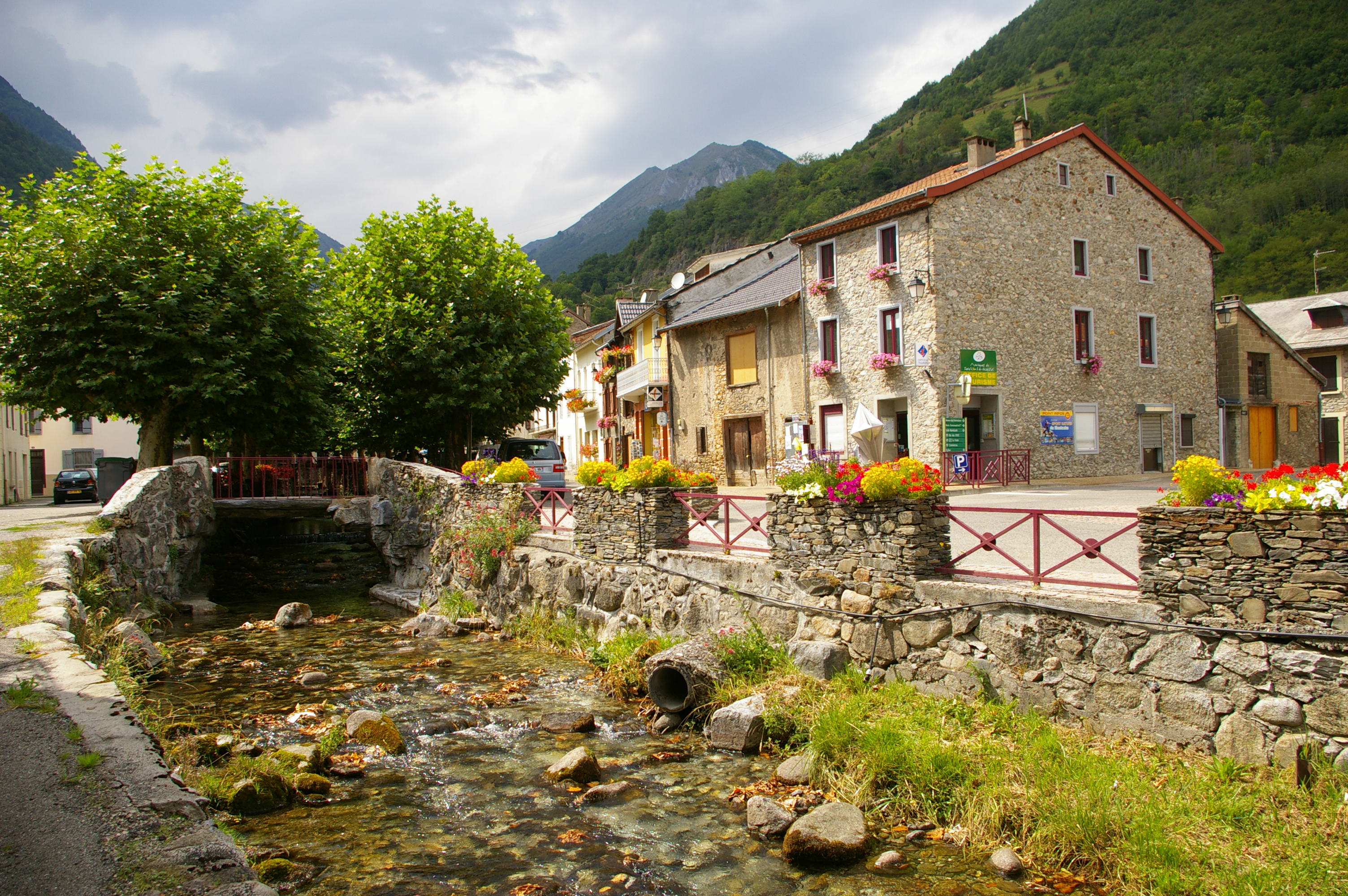
Le ruisseau de Saleix, longeant la rue des Pyrénées et traversant la ville d'Auzat, avec ses berges aménagées et fleuries, peu avant de se jeter dans le Vicdessos dont il est tributaire. Le premier bâtiment au centre (droit) de la photo héberge l'office du tourisme.

Le Vicdessos a quarante-sept affluents référencés.

### Principaux affluents
Les principaux affluents sont :
- Le ruisseau de l'Artigue (rg[note 1]) 8,3 km qui conflue sur la commune d'Auzat et de rang de Strahler quatre.
- Le ruisseau de Bassiès : 8,7 km de rang de Strahler deux.
- Le ruisseau d'Artiès (rd) 11 km de rang de Strahler trois.
- Le ruisseau de Saleix (rg) 7,7 km de rang de Strahler deux.
- Le ruisseau d'Arbu : 9,7 km[réf. nécessaire].
- Le ruisseau de Siguer (rd) 18,5 km de rang de Strahler quatre.
- Le ruisseau de Suc (rg) 10 km de rang de Strahler trois.
- Le ruisseau de la Grange (rg) 5 km de rang de Strahler deux.

### Rang de Strahler
Donc son rang de Strahler est de cinq par le ruisseau de l'Artigue.

## Hydrologie
Il s'agit du plus important affluent de l'Ariège dans son parcours montagnard. Collectant les eaux de massifs parmi les plus élevés des Pyrénées et culminant à plus de 3 000 m au pic de Montcalm (3 077 m) et à la Pique d'Estats (3 143 m), son régime est nival, avec des hautes eaux en mai, juin et juillet à la fonte des neiges et des basses eaux en fin d'été (septembre) et surtout en hiver à cause de la rétention nivale (en altitude, les précipitations tombent sous forme de neige et celle-ci ne fond pas en raison des températures basses).

### Surveillance du débit du Vicdessos
Le débit du Vicdessos est surveillé depuis le 1er janvier 2005, par la station de Vigicrues : « n° O1144620 le Vicdessos (à Vicdessos) », à 703 m d'altitude et pour un bassin versant de 207 km2. 

### Étiage ou basses eaux
Il s'agit d'une rivière de haute et moyenne montagne, dans la zone intermédiaire entre climat méditerranéen et climat océanique (ainsi que continental en haute vallée et montagne), au cœur d'une chaîne d'orientation est-ouest, dans une vallée orientée sud → nord, puis sud → nord-est, et son régime est influencé par sa situation et son contexte climatique : pluviométrie assez élevée, enneigement persistant en hiver, été chaud et moins humide mais avec des orages. 
La décrue des eaux commence donc quand la fonte printanière et estivale des neiges est bien achevée, et leur étiage débute en fin d'automne pour culminer en plein hiver.

### Crues
On pourra observer presque en temps réel l'évolution du débit du Vicdessos dans les mises à jour quotidiennes de la « station Vicdessos »  du site gouvernemental « Vigicrues » (service public central d'hydrométéorologie et d'appui à la prévision des inondations), ici en lien externe. 
Le débit instantané maximal observé depuis 2005 est de 71,60 m3/s le 25 janvier 2014,, tandis que le débit journalier maximal est 73 m3/s le 13 décembre 2019. La hauteur maximale instantanée a été vue à 161 cm ou 1,61 m le 13 décembre 2019,.

## Aménagements et écologie

### Hydroélectricité

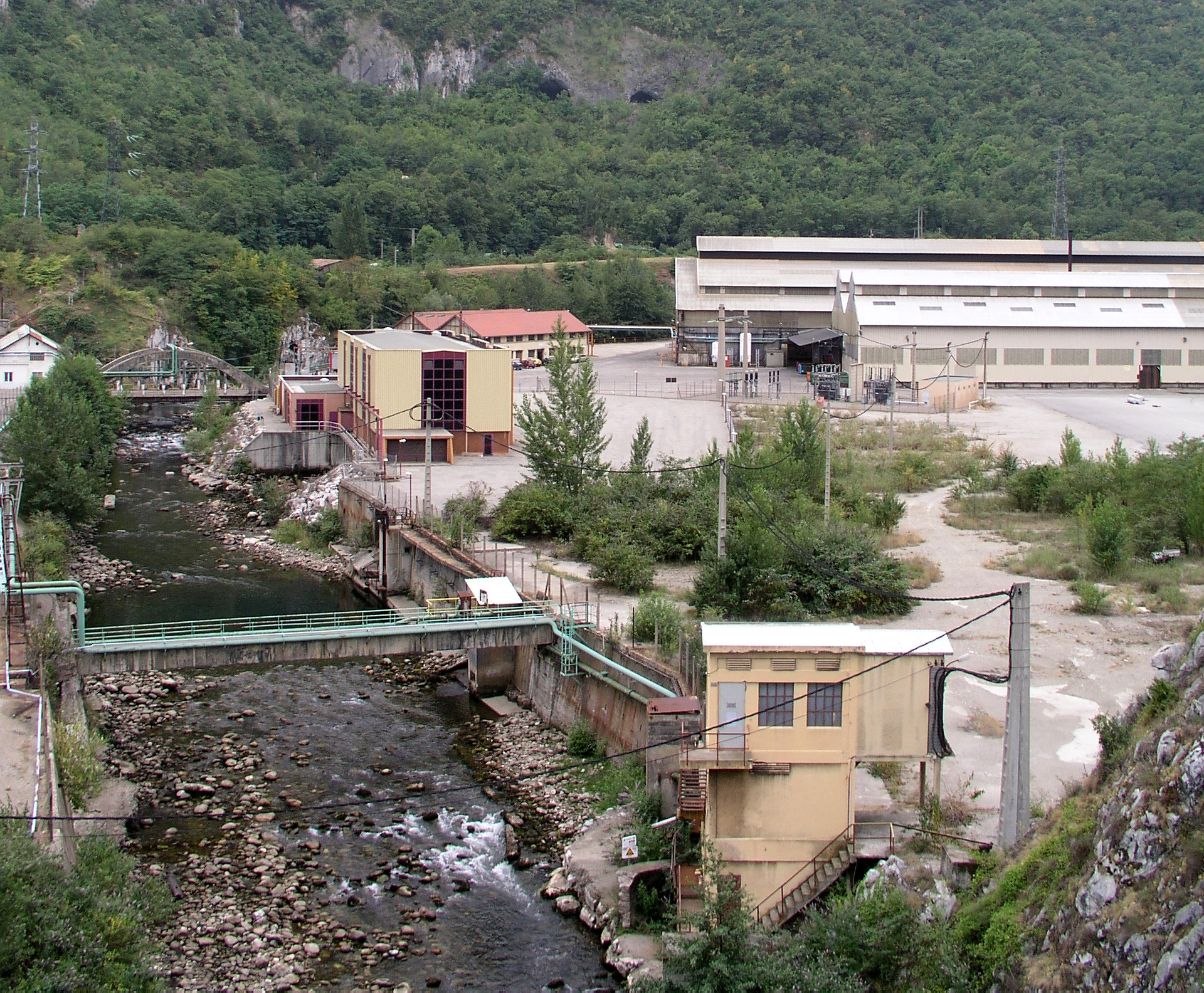
Aluminerie de Sabart à Tarascon-sur-Ariège.

La vallée compte une production hydroélectrique conséquente, due principalement aux barrages de Gnioure, d'Izourt, de Soulcem et à la centrale de Bassiès, qui fut rendue nécessaire par les alumineries Pechiney d'Auzat et de Sabart.
La production de la vallée est intégrée dans l'activité d’Électricité de France Hydraulique Aude-Ariège qui, en 2015, a généré avec quatorze barrages et dix-sept centrales hydroélectriques une production de 1 480 GWh (soit l'équivalent de la consommation résidentielle de l'Ariège et de l'Aude) avec cent-trente-sept salariés et dix-sept millions d'euros d'investissements. Les barrages de Laparan (vallée d'Aston), Gnioure, Izourt et Soulcem contribuent au soutien de l'étiage de la Garonne pour 12,4 millions de m3 d'eau restitués.

### Mines de fer de Rancié à Sem

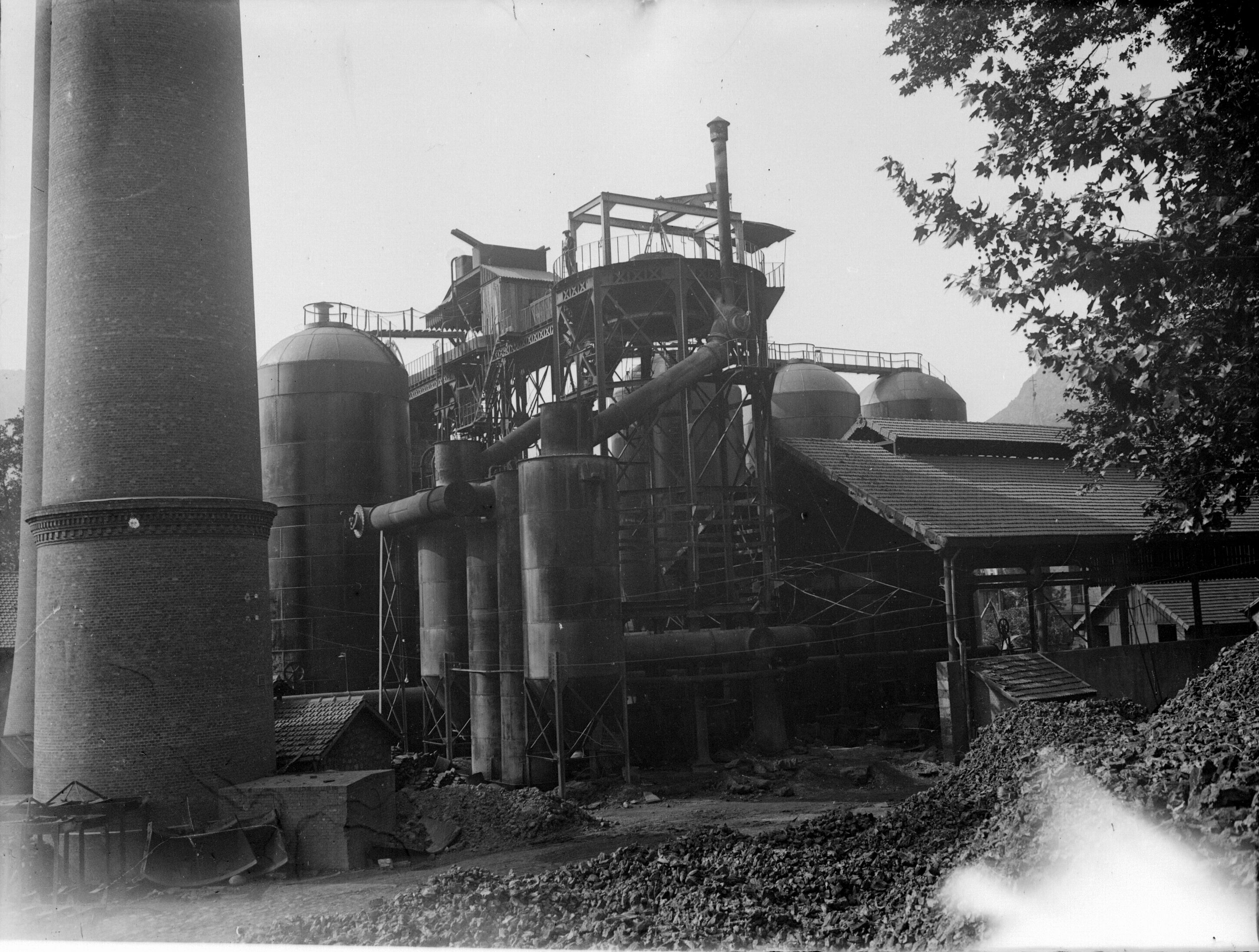
Les hauts fourneaux de Tarascon-sur-Ariège en avril 1909.

Dans la vallée du ruisseau de Goulier, sur l'ancienne commune de Sem, des mines de fer de type ranciéite, ont été exploitées, par les habitants de la vallée du Vicdessos.

### Tarascon-sur-Ariège
Ville industrielle, Tarascon-sur-Ariège, a établi des hauts-fourneaux pour traiter le minerai de fer de l'Ariège, et une usine d'aluminium, puisque la puissance hydroélectrique l'a permis.

## Sports
Le ruisseau de l'Artigue, les cascades de Caraoucou sur le ruisseau de Sem notamment sont des sites de pratique du canyonisme.